# Kaggaravalli, Alur
Kaggaravalli là một làng thuộc tehsil Alur, huyện Hassan, bang Karnataka, Ấn Độ.